# Hornborgasjön (naturreservat)
Hornborgasjön är ett naturreservat i Skara och Falköpings kommun i Västra Götalands län.
Området är naturskyddat sedan 1999 och är 40,8 kvadratkilometer stort. Reservatet omfattar sjön Hornborgasjön med omgivande våtmarker och strandängar.